# Рампа (светотехника)

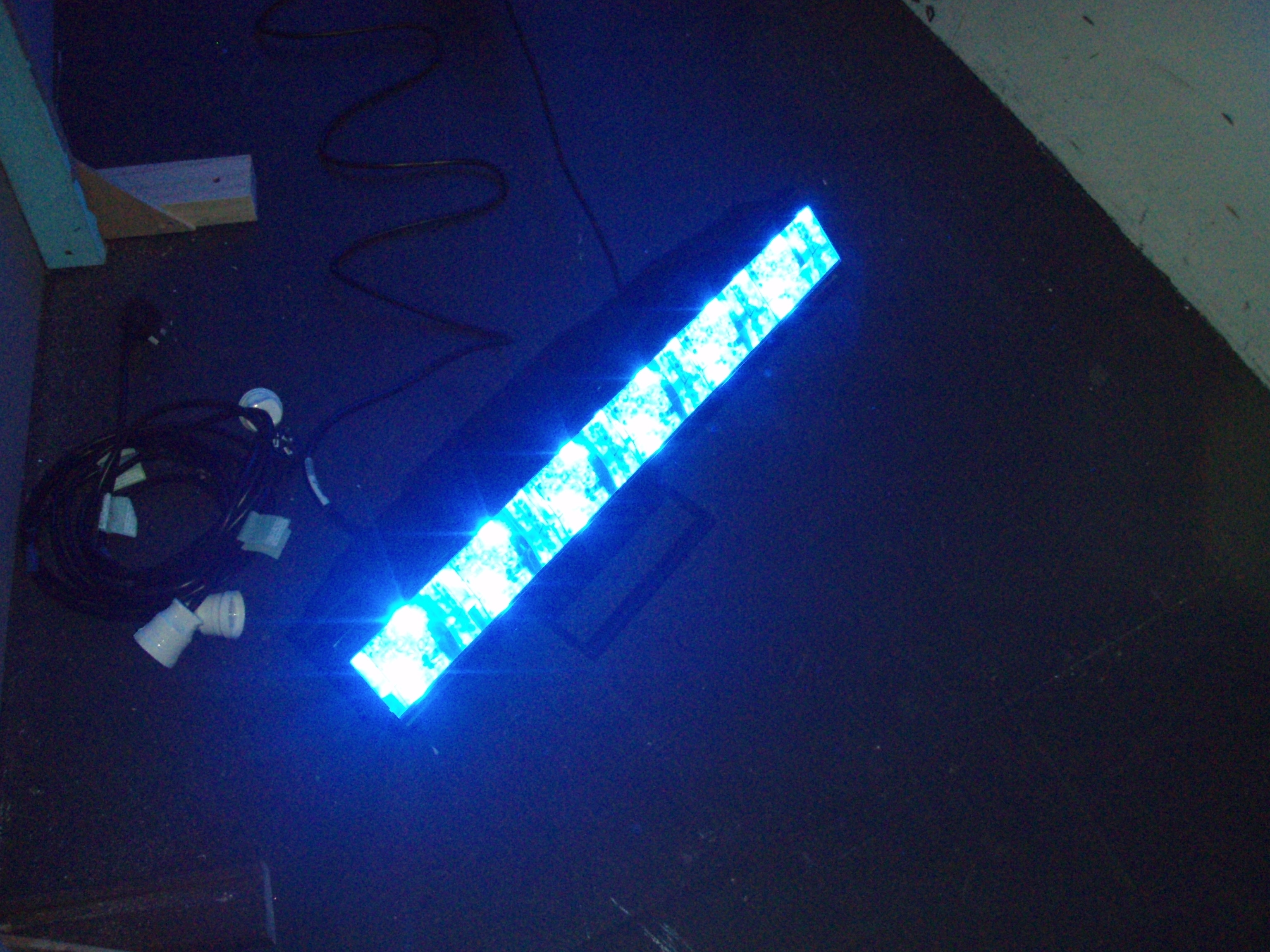
Современная рампа

Ра́мпа (англ. footlight, фр. rampe, от фр. ramper — спускаться, ползать) — осветительное устройство в театре и на эстраде, размещаемое на авансцене по её переднему краю. Огни рампы освещают сцену, артистов и декорации спереди и снизу.
Осветительная аппаратура рампы обычно скрыта от публики за невысоким бортиком, ограничивающим просцениум.

## История
Наиболее раннее упоминание осветительного прибора в нижней части сцены театра встречается в сочинении Себастьяно Серлио «Le premier livre d’architecture» 1545 года. В XVII веке архитекторы Йозеф Фуртенбах и Никола Саббатини изучали влияние освещения на визуальное представление артистов театра. Они отмечали, что при освещении только сверху костюмы выглядят неестественно, а лица артистов — бледными.
Впервые рампы на масляном освещении были применены в театрах Англии во второй половине XVII века. Позднее начали применяться отражатели, концентрировавшие свет на сцене и защищавшие зрителей от открытого огня.
В XVIII веке сложилась общепринятая практика освещения сцены и зрительного зала театра, включающая освещение задней части сцены сверху и сбоку, а передней — снизу. Это делало сцену более освещённой, чем зрительный зал, и позволяло делать необходимые акценты.
Рампа оставалась основным источником сценического света до середины XIX века. После появления высокоинтенсивных источников света освещение снизу стало использоваться в качестве вспомогательного для создания мягкого рассеянного света.